# Planitzbach
Der Planitzbach ist ein linker Nebenfluss der Zwickauer Mulde in Zwickau im Landkreis Zwickau (Freistaat Sachsen). 

## Verlauf
Der Planitzbach entspringt westlich des Stadtteils Oberplanitz im Süden der Stadt Zwickau. Ab dem Geleitsteich (50° 41′ 1″ N, 12° 28′ 8″ O) ist der Planitzbach unterirdisch kanalisiert bis nördlich der Straßenbahnstation Himmelfürststraße (50° 41′ 49″ N, 12° 28′ 50″ O) in Niederplanitz. Der Unterlauf befindet sich im Stadtteil Schedewitz, wo er schließlich in die Zwickauer Mulde mündet. Historisch wurde er in den künstlichen Schwanenteich geleitet.